# 大斑梅鱸
大斑梅鱸為輻鰭魚綱鱸形目鱸亞目鮨科的其中一種，分布於澳洲南部及紐西蘭海域，棲息深度10-140公尺，體長可達30公分，棲息在水流強勁的岩礁區，成群活動，屬肉食性。